# Major League Soccer 2004
La Major League Soccer 2004 è stata la nona edizione del campionato di calcio statunitense.

## Regular Season

### Eastern Conference
| Pos. | Squadra         | Pt | G  | V  | N  | P  | GF | GS | DR |
| ---- | --------------- | -- | -- | -- | -- | -- | -- | -- | -- |
| 1    | Columbus Crew   | 49 | 30 | 12 | 13 | 5  | 40 | 32 | +8 |
| 2    | D.C. United     | 42 | 30 | 11 | 9  | 10 | 43 | 42 | +1 |
| 3    | MetroStars      | 40 | 30 | 11 | 7  | 12 | 47 | 49 | -2 |
| 4    | N.E. Revolution | 33 | 30 | 8  | 9  | 13 | 42 | 43 | -1 |
| 5    | Chicago Fire    | 33 | 30 | 8  | 9  | 13 | 36 | 44 | -8 |

### Western Conference
| Pos. | Squadra          | Pt | G  | V  | N  | P  | GF | GS | DR  |
| ---- | ---------------- | -- | -- | -- | -- | -- | -- | -- | --- |
| 1    | K.C. Wizards     | 49 | 30 | 14 | 7  | 9  | 38 | 30 | +8  |
| 2    | L.A. Galaxy      | 43 | 30 | 11 | 10 | 9  | 42 | 40 | +2  |
| 3    | Colorado Rapids  | 41 | 30 | 10 | 11 | 9  | 29 | 32 | -3  |
| 4    | S.J. Earthquakes | 38 | 30 | 9  | 11 | 10 | 41 | 35 | +6  |
| 5    | Dallas Burn      | 36 | 30 | 10 | 6  | 14 | 34 | 45 | -11 |

Legenda:

      Vincitrice del MLS Supporters' Shield e ammessa agli MLS Cup Playoffs.

      Ammesse agli MLS Cup Playoffs.

## MLS Cup Playoffs

### Tabellone
|  | Semifinali di Conference | Semifinali di Conference | Semifinali di Conference |              |             | Finali di Conference | Finali di Conference | Finali di Conference |  |  | MLS Cup 2004 | MLS Cup 2004 | MLS Cup 2004 |
|  |                          |                          |                          |              |             |                      |                      |                      |  |  |              |              |              |
|  | E1                       | Columbus Crew            | 0 1                      |              |             |                      |                      |                      |  |  |              |              |              |
|  | E4                       | N.E. Revolution          | 1 2                      |              |             |                      |                      |                      |  |  |              |              |              |
|  | E4                       | N.E. Revolution          | 1 2                      |              | E4          | N.E. Revolution      | 3 (3)                |                      |  |  |              |              |              |
|  |                          |                          |                          |              | E4          | N.E. Revolution      | 3 (3)                |                      |  |  |              |              |              |
|  |                          | E2                       | D.C. United              | 3 (4)        |             |                      |                      |                      |  |  |              |              |              |
|  | E2                       | E2                       | D.C. United              | 3 (4)        | D.C. United | 2 4                  |                      |                      |  |  |              |              |              |
|  | E2                       |                          |                          |              | D.C. United | 2 4                  |                      |                      |  |  |              |              |              |
|  | E3                       | MetroStars               | 0                        |              |             |                      |                      |                      |  |  |              |              |              |
|  |                          |                          |                          |              |             |                      |                      |                      |  |  | E2           | D.C. United  | 3            |
|  |                          |                          | W1                       | K.C. Wizards | 2           |                      |                      |                      |  |  |              |              |              |
|  | W1                       | K.C. Wizards             | 0 3                      |              |             |                      |                      |                      |  |  |              |              |              |
|  | W4                       | S.J. Earthquakes         | 2 0 2                    |              |             |                      |                      |                      |  |  |              |              |              |
|  | W4                       | S.J. Earthquakes         | 2 0 2                    |              | W1          | K.C. Wizards         | 2                    |                      |  |  |              |              |              |
|  |                          |                          |                          |              | W1          | K.C. Wizards         | 2                    |                      |  |  |              |              |              |
|  |                          | W2                       | L.A. Galaxy              | 0            |             |                      |                      |                      |  |  |              |              |              |
|  | W2                       | W2                       | L.A. Galaxy              | 0            | L.A. Galaxy | 0 2                  |                      |                      |  |  |              |              |              |
|  | W2                       |                          |                          |              | L.A. Galaxy | 0 2                  |                      |                      |  |  |              |              |              |
|  | W3                       | Colorado Rapids          | 1 0 1                    |              |             |                      |                      |                      |  |  |              |              |              |

### Semifinali di Conference

#### Andata
Eastern Conference
| Foxborough 23 ottobre 2004, ore 19:30 UTC-4 | N.E. Revolution | 1 – 0 referto | Columbus Crew | Gillette Stadium (5.679 spett.) |
| \| \| \| \| \| John 25’ \| Marcatori \| \|  |                 |               |               |                                 |
|                                             |                 |               |               |                                 |
| John 25’                                    | Marcatori       |               |               |                                 |

| Arbitro: | Kevin Stott |

|  |           |                             |
|  | Marcatori | 67’ Stewart 88’ Eskandarian |

Western Conference
| Arbitro: | Kevin Terry |

|                           |           |  |
| De Rosario 40’ Waibel 52’ | Marcatori |  |

| Arbitro: | Terry Vaughn |

|             |           |  |
| Peguero 30’ | Marcatori |  |

#### Ritorno
Eastern Conference
| Arbitro: | Alex Prus |

|              |           |              |
| Buddle 90+2’ | Marcatori | 81’ Twellman |

| Arbitro: | Ricardo Valenzuela |

|                       |           |  |
| Moreno 85’ Namoff 89’ | Marcatori |  |

Western Conference
| Arbitro: | Terry Vaughn |

|                                                |           |  |
| Stephenson 26’ Ching 48’ (aut.) Jewsbury 90+2’ | Marcatori |  |

| Arbitro: | Michael Kennedy |

|                         |           |  |
| Ruiz 30’ Marshall 45+3’ | Marcatori |  |

### Finali di Conference
Eastern Conference
| Arbitro: | Terry Vaughn |

|                                               |                      |                                            |
| Eskandarian 11’ Moreno 21’ Gómez 67’          | Marcatori            | 17’ Twellman 44’ (rig.) Ralston 85’ Noonan |
| Olsen Quaranta Adu Eskandarian Moreno Carroll | Tiri di rigore 4 – 3 | Ralston Reis Twellman Heaps Joseph Dempsey |

Western Conference
| Arbitro: | Abiodun Okulaja |

|                 |           |  |
| Arnaud 24’, 68’ | Marcatori |  |

### Finale MLS Cup
| Arbitro: | Michael Kennedy |

| |            | |
| Burciaga Jr. 6’ Wolff 58’ (rig.) | Marcatori  | 19’, 23’ Eskandarian 26’ (aut.) Zotincă |
| · Oshoniyi P · 82’ Zotincă D · 82’ Walsh C · Conrad D · Garcia D · Burciaga Jr. D · 46’ Stephenson C · 46’ Simutenkov A · 33’ Gutiérrez C · Zavagnin C · 66’ Jewsbury C · 66’ Taylor A · Wolff A · Arnaud A | Formazioni | · P Rimando · D Namoff 72’ · D Nelsen · D Petke · C Stewart 55’ 82’ · D Prideaux 82’ · C Carroll · C Gómez 59’ · C Gros 59’ · C Olsen 89’ · C Kovalenko 57’ · A Moreno · A Eskandarian 65’ · C Adu 65’ |
| Bob Gansler | Allenatori | Piotr Nowak |

## Statistiche

### Classifica marcatori
| Pos. | Giocatore              | Squadra          | Gol |
| ---- | ---------------------- | ---------------- | --- |
| 1    | Brian Ching            | S.J. Earthquakes | 12  |
| 1    | Edward Abraham Johnson | Dallas Burn      | 12  |
| 3    | Edson Buddle           | Columbus Crew    | 11  |
| 3    | Pat Noonan             | N.E. Revolution  | 11  |
| 3    | Damani Ralph           | Chicago Fire     | 11  |
| 3    | Carlos Ruiz            | L.A. Galaxy      | 11  |